# Bénédict Pierre Georges Hochreutiner
Bénédict Pierre Georges Hochreutiner (1873-1959) est un botaniste et taxonomiste des plantes suisse.

## Biographie
Originaire de Saint-Gall, il étudie la théologie et les sciences naturelles à Genève. En 1896, il est assistant de John Isaac Briquet au Conservatoire et Jardin Botaniques de Genève. En 1901, il fait un voyage scientifique en Algérie et, en 1903-1905, il est associé aux jardins botaniques (herbier) de Buitenzorg dans les Indes orientales néerlandaises. En 1906, il est nommé conservateur du Conservatoire et Jardin Botaniques, dont il est nommé directeur en 1931. En 1919, il devient professeur de botanique,.
En tant que taxonomiste, il circonscrit de nombreuses espèces botaniques. Le genre Hochreutinera est nommé d'après lui comme le sont les taxons avec l'épithète spécifique de hochreutineri . Parmi ses nombreux ouvrages écrits, on note une monographie sur la famille des plantes Malvaceae.

## Ouvrages
- Études Sur Les Phanérogames Aquatiques Du Rhône Et Du Port De Genève, 1896 – Études des phanérogames aquatiques du Rhône et de la rade de Genève.
- Une famille de botanistes, les Candolle, 1898 - Une famille de botanistes, les Candolle.
- Révision du genre Hibiscus, 1900 - Révision du genre Hibiscus.
- Malvacées, 1902.
- Les Sud-Oranais; études floristiques et phytogéographiques faites au cours d'une exploration dans le Sud-Ouest de l'Algérie en 1901, 1904 - Sud d'Oran, études floristiques et phytogéographiques, etc.
- "Plantae Bogorienses exsiccatae novae vel minus cocnitae...", 1904.
- "Notes critiques sur les espèces nouvelles ou peu connues dans l'herbier du jardin botanique de New York", 1910[8].
- La philosophie d'un naturaliste, 1911.
- Notes sur les Tiliacées avec descriptions d'espèces, de sections et de sous-familles nouvelles ou peu connues. Annuaire du Conservatoire et du Jardin botanique de Genève 18 : 68–128, 1914.

- "Plantae Humbertianae madagascarenses", 1932.
- "Dr John Briquet, 1870-1931", 1932 - biographie de John Isaac Briquet[9].